# Dziecko Rosemary (film)
Dziecko Rosemary (ang. Rosemary’s Baby) – amerykański horror psychologiczny z 1968 w reżyserii i według scenariusza Romana Polańskiego, ekranizacja powieści Iry Levina o tym samym tytule z 1967. Czwarty pełnometrażowy film Polańskiego zrealizowany poza granicami Polski.
W 2014 film został wybrany przez National Film Preservation Board do szczególnej ochrony i przechowywania w Bibliotece Kongresu i tym samym został wprowadzony do Narodowego Rejestru Filmowego jako „film znaczący kulturowo, historycznie lub estetycznie”.

## Fabuła
Młode małżeństwo, Rosemary i Guy Woodhouse, wprowadza się do starej kamienicy zwanej Bramfordem, z którą wiąże się kilka makabrycznych historii. Po pewnym czasie Rosemary zachodzi w ciążę w okolicznościach, które mgliście pamięta (czuła się chora i śpiąca po kolacji oraz dziwnie smakującym deserze, będącym poczęstunkiem od sąsiadów – natrętnego małżeństwa Castevetów). U ciężarnej pojawiają się niepokojące objawy – bóle, trupia bladość, chudnięcie i apetyt na krwiste mięso. Przyjaciel małżeństwa – Hutch – zauważa, że dzieje się coś dziwnego, a gdy zaczyna szukać przyczyn, zapada w tajemniczą śpiączkę i umiera. Udaje mu się jednak zostawić Rosemary książkę o czarach i czarownicach oraz wskazówkę do swoich ustaleń. Dzięki temu kobieta odkrywa połowę prawdy, mówiącej, że jej sąsiedzi to sataniści, którzy odprawiają nad nią swe zaklęcia używając ziół, uśpili w noc poczęcia zatrutym deserem, podarowali amulet z używanym w magicznych rytuałach tannisem, serwują codziennie koktajle na wzmocnienie ciężarnej. Z czasem o udział w spisku zaczyna podejrzewać też swego męża i prowadzącego ciążę doktora Sapirsteina. Zbliża się termin rozwiązania, kobieta coraz bardziej boi się o siebie i dziecko. Zwraca się po pomoc do innego lekarza, ten jednak – widząc histeryczne zachowanie i słysząc niewiarygodne opowieści – oddaje ją z powrotem w ręce Sapirsteina i męża. Uwięziona w domu i półprzytomna Rosemary wydaje na świat dziecko, które natychmiast zostaje gdzieś zabrane. Kobieta nie ufa otaczającym ją ludziom – nie przyjmuje lekarstw, które jej podają, nie wierzy zapewnieniom, że noworodek umarł. Któregoś dnia odkrywa, że tuż za ścianą jest dziecko i że gromadzą się wokół niego sataniści. Idzie do nich, zagląda z matczyną tęsknotą do czarnej kołyski i wtedy zaczyna wrzeszczeć przerażona (kamera w ogóle nie pokazuje niemowlęcia). Wyznawcy diabła tłumaczą, że jej synek ma przerażające oczy po swoim prawdziwym ojcu – szatanie. Sam mąż, który zgodnie z jej wcześniejszymi podejrzeniami znajduje się w tym gronie, twierdzi, że nie stało się nic złego. Rosemary dostaje od Romana Castevet propozycję, by zajęła się dzieckiem, jak na prawowitą matkę przystało. Film kończy ujęcie ukazujące konsternację głównej bohaterki. Do widza należy wniosek, czy Rosemary (bohaterka jest przynajmniej z wychowania katoliczką) zdecyduje się wychowywać wespół z satanistami swoje dziecko i tym samym antychrysta, który ma zapanować nad światem, czy też odrzuci propozycję najbliższych, którzy ją zdradzili i samo półdiablę – potomka z gwałtu.

## Obsada
- Mia Farrow – Rosemary Woodhouse
- John Cassavetes – Guy Woodhouse
- Ruth Gordon – Minnie Castevet
- Sidney Blackmer – Roman Castevet
- Maurice Evans – Edward 'Hutch' Hutchins

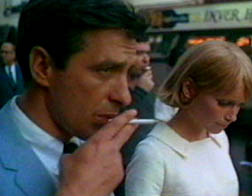
John Cassavetes i Mia Farrow w scenie z filmu

- Ralph Bellamy – Dr Abraham Sapirstein
- Victoria Vetri – Terry Gionoffrio
- Patsy Kelly – Laura-Louise
- Elisha Cook Jr. – Pan Nicklas
- Emmaline Henry – Elise Dunstan
- Charles Grodin – Dr C.C. Hill
- Hanna Landy – Grace Cardiff
- Phil Leeds – Dr Shand
- Wende Wagner – Tiger
- Tom Signorelli – mężczyzna na przyjęciu

## Odbiór

### Frekwencja kinowa i reakcje krytyków
Według danych Zespołu Programowego Biura Komitetu Kinematografii do czerwca 1991 roku w polskich kinach odbyło się 19 059 seansów filmu, obejrzało go 1 831 587 widzów.
Roger Ebert przyjął film bardzo pozytywnie, twierdząc, że u Polańskiego: „Postacie i historia wykraczają poza fabułę. W większości horrorów, a nawet w większości filmów w tradycji suspensu Alfreda Hitchcocka, postacie są na łasce fabuły. W tym przypadku wyłaniają się jako istoty ludzkie, którym dana jest rzeczywista sprawczość”. Ebert chwalił również grę Mii Farrow i Ruth Gordon, których role ocenił jako najlepsze występy aktorskie tego roku. Po latach Andrew Sarris pisał, że: „Uniknąwszy horroru nazistowskiego Holocaustu w Polsce, pan Polański był dobrze przygotowany psychologicznie, aby przekształcić to, co przed filmem Dziecko Rosemary utożsamiano z kinem klasy B, w film klasy A”. Noel Murray zauważał, iż „Polańskiego nieustannie fascynuje paranoja, która w Dziecku Rosemary zgrabnie krzyżuje się z portretem świata pokrytego chrześcijańskimi symbolami, nieustannie przypominającymi o tym, że ludzie są obserwowani z góry”. Eric Henderson z portalu Slant podsumowywał, że „Dopóki u władzy są mężczyźni, którzy wciąż nie rozumieją definicji gwałtu, dopóty Dziecko Rosemary przetrwa jako przestroga”.

### Nagrody i nominacje
W 1969 roku film nominowano do Oscara w kategoriach: najlepsza żeńska rola drugoplanowa (Ruth Gordon za rolę Minnie Castevet) oraz najlepszy scenariusz adaptowany (Roman Polański), co przełożyło się na statuetkę dla Ruth Gordon.

## Inne adaptacje
W 2014 roku swoją premierę miała druga filmowa adaptacja powieści Levina – miniserial o tym samym tytule w reżyserii Agnieszki Holland. Akcję dzieła przeniesiono z Manhattanu lat 60. XX wieku do współczesnego Paryża. W rolę tytułową wcieliła się Zoe Saldaña.
W 2023 roku w krakowskim Teatrze Barakah powstał inspirowany filmem Romana Polańskiego spektakl pt. Rosemary. Scenariusz sztuki napisał Grzegorz Like, a wyreżyserował ją Michał Nowicki.
W 2024 ukazał się natomiast dreszczowiec Apartment 7A, będący prequelem filmu Polańskiego. Główną bohaterką jest aspirująca tancerka Terry Gionoffrio (Julia Garner), która wprowadza się do tytułowego apartamentu na Manhattanie w sąsiedztwie z Minnie i Romana Castevetów (Dianne Wiest i Kevin McNally).